# 旺沃门站

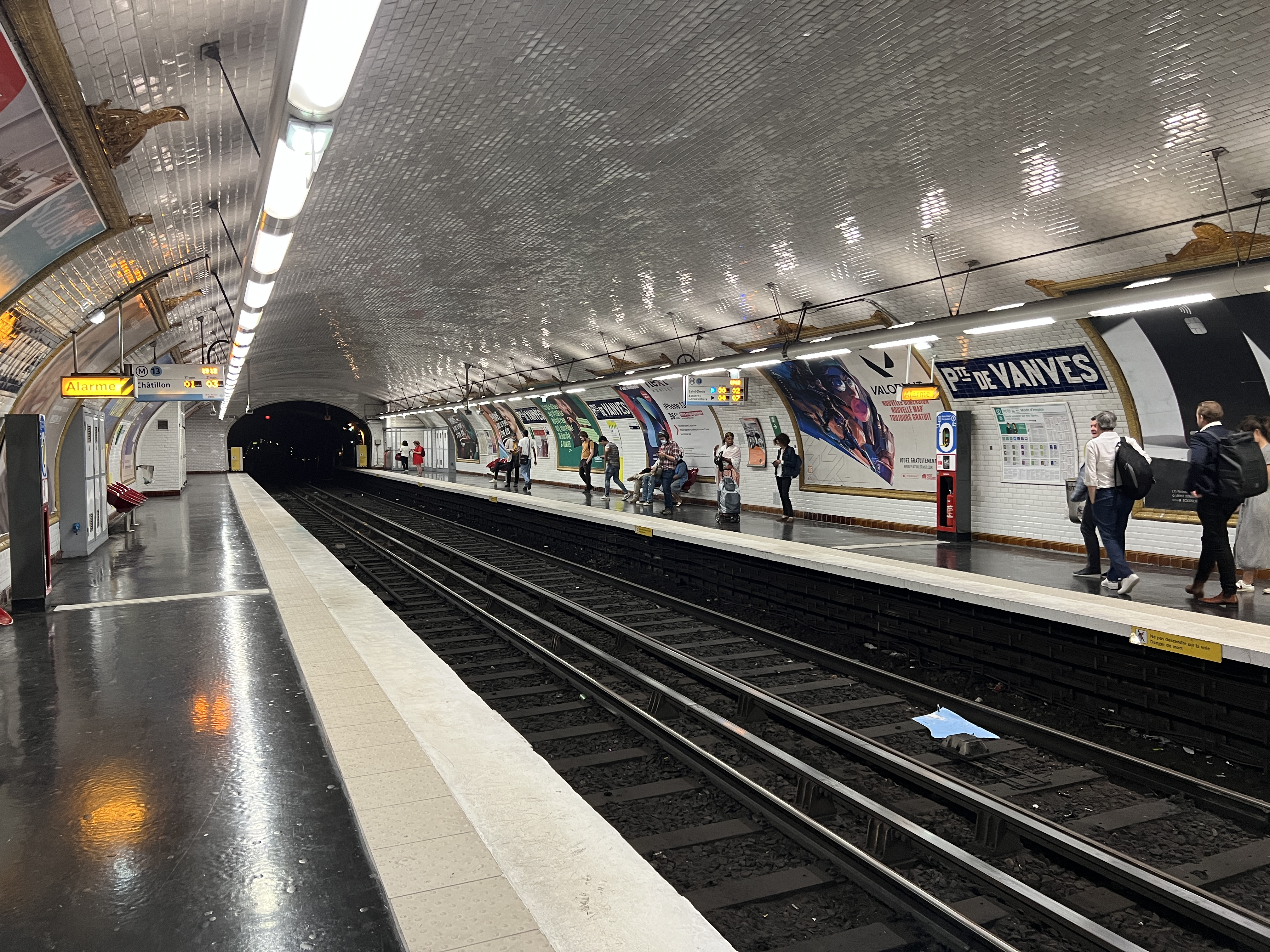
月台 (2022年6月)

旺沃门站（法語：Porte de Vanves）是是巴黎地鐵13號線和巴黎路面電車3號線的車站的一個車站。旺沃门站開通於1937年1月21日，開業當初是巴黎地鐵14號線的車站，在1976年改為巴黎地鐵13號線的車站，並且曾是巴黎地鐵13號線最南端的車站。2006年，巴黎路面電車3號線通車並開通旺沃门站。車站名稱來自於19世紀巴黎城門旺沃门，其得名于市镇旺沃。

## 車站結構
| 街道層     |                    |                                     |
| B1         | 夾層               |                                     |
| 13號線月台 | 側式月台，右側開門 | 側式月台，右側開門                  |
| 13號線月台 | 北行               | 往莱库尔蒂耶/聖但尼大學（普莱桑斯） |
| 13號線月台 | 南行               | 往沙蒂永-蒙魯日（馬拉科夫-旺沃台）  |
| 13號線月台 | 側式月台，右側開門 |                                     |